# Tape from California
Tape from California ist das vierte Studioalbum von Phil Ochs, das im Juli 1968 bei A&M Records veröffentlicht wurde.

## Stil
Das Album setzt Ochs’ musikalische Entwicklung weg von alleinigen und akustischen Songs hin zu mehr orchestralen und barocken Arrangements fort. So wurden deutlich mehr Instrumente genutzt. Das Album bleibt trotzdem mit vielen alten Elementen von Ochs.

## Themen
Im Album gibt es Protestsongs. Die bekanntesten Lieder sind The War Is Over, inspiriert von einem Gedicht von Allen Ginsberg, und Joe Hill, das dem schwedischen Gewerkschaftsführer Joe Hill gewidmet ist, der in die USA auswanderte und dann wegen geringfügiger Anklagepunkte zum Tode verurteilt wurde.

## Titelliste
A-Seite
1. Tape from California – 6:45
2. White Boots Marching in a Yellow Land – 3:35
3. Half a Century High – 2:53
4. Joe Hill – 7:18
5. The War Is Over – 4:25

B-Seite
1. The Harder They Fall – 3:52
2. When in Rome – 13:13
3. Floods of Florence – 4:52

Alle Songs sind von Phil Ochs geschrieben.

## Besetzung
- Phil Ochs – Gitarre, Gesang, Text
- Larry Marks – Produzent
- Joe Osborn – Bassgitarre bei Tape from California
- Lincoln Mayorga – Klavier, Keyboard
- Van Dyke Parks – Klavier, Keyboard bei Tape from California
- Ramblin’ Jack Elliott – Gitarre auf Joe Hill
- Ian Freebairn-Smith – Arrangements